# Vogelwarte Hiddensee

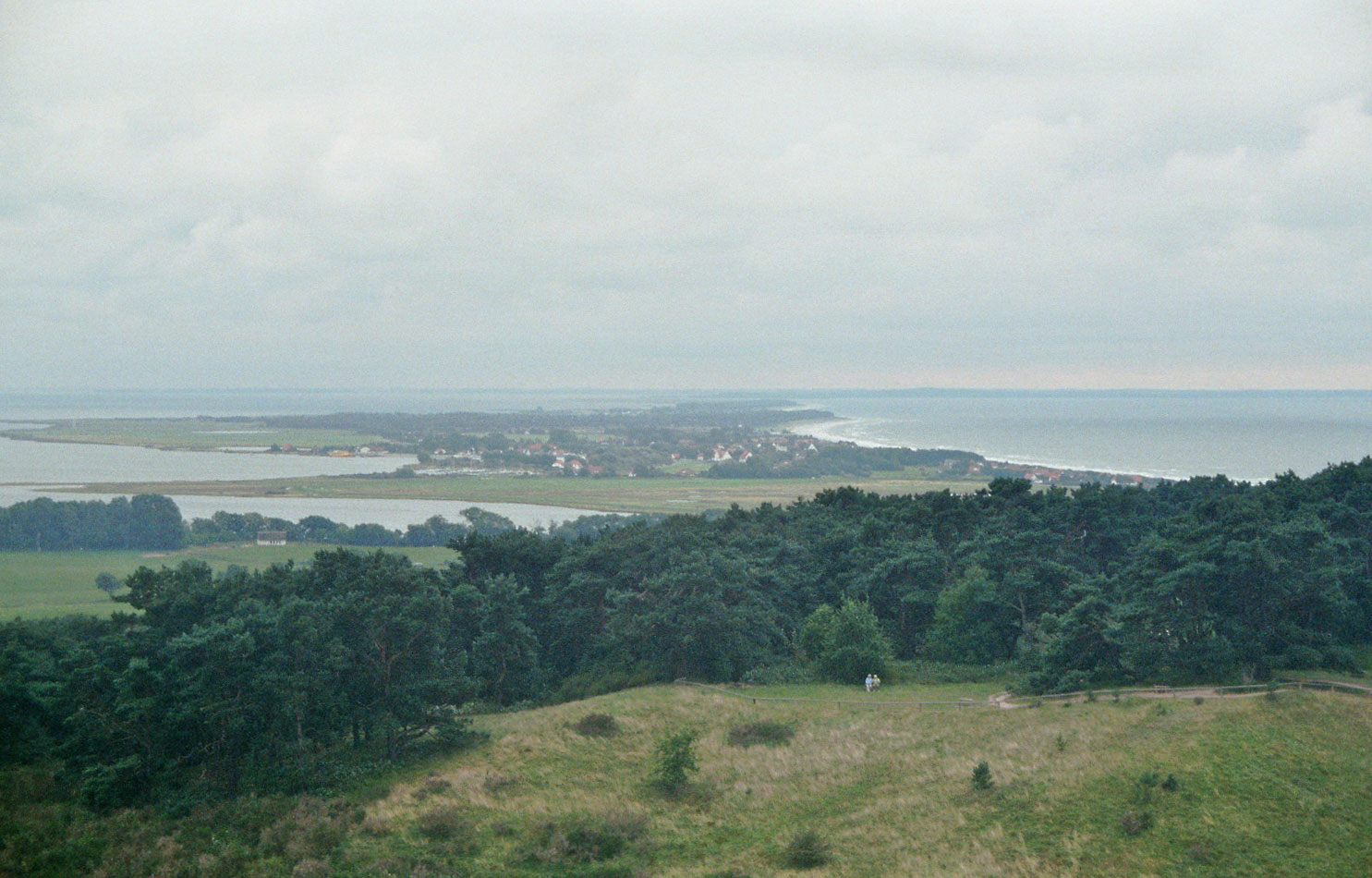
Inselblick von Nord nach Süd
Die Vogelwarte war in Kloster auf Hiddensee untergebracht.

Die Vogelwarte Hiddensee ist eine wissenschaftliche Einrichtung auf der Ostsee-Insel Hiddensee. Sie gehört zur Universität Greifswald und wird vom Institut für Zoologie der Universität betrieben. Im Auftrag der Beringungszentrale Hiddensee kennzeichnet die Station jährlich mehrere tausend Vögel. Leiter der Station sind seit 2006  Angela Schmitz Ornés und Martin Haase, seit 2007 allerdings nicht mehr vor Ort.

## Geschichte
Die Vogelwarte begann im Jahr 1936 ihre Arbeit auf der Insel Hiddensee als Biologische Forschungsanstalt Hiddensee unter Leitung von Richard Stadie. Ihren Anfang hatte sie aber bereits im Jahr 1930, als der Wissenschaftler Ulrich Leick die Außenstelle des Instituts für Pflanzenökologie der Universität Greifswald gegründet hatte. Die wichtigsten Aufgaben waren einerseits aktive Vogelbeobachtungen, andererseits wurden Bildungsveranstaltungen wie mehrtägige Seminare mit Vorträgen und Ortsbesichtigungen auf der Insel durchgeführt. Aufgrund von Kriegsdiensteinsätzen des männlichen Personals ruhte die Forschungsarbeit zu Beginn der 1940er Jahre.
Bis nach dem Zweiten Weltkrieg hatte die Einrichtung ihren Sitz im Süden der Insel Hiddensee; 1947 übernahm Robert Bauch die Leitung der Biologischen Forschungsstation Kloster. Seit 1948 bestand eine Vereinbarung der Vogelkundler von Hiddensee mit der Vogelwarte Helgoland zur Organisation und Durchführung der wissenschaftlichen Vogelberingung in Mecklenburg. Im Jahr 1951 zog die Station auf der Insel um und befand sich nun im Haus am Meer in Kloster und entwickelte sich zur einzigen rein ornithologisch ausgerichteten Forschungseinrichtung der DDR (ab 1964). Sie war damit auch die einzige Vogelwarte der DDR und gleichzeitig deren nationale Beringungszentrale, welche eigene Vogelringe ausgab.
Im Rahmen der 3. Hochschulreform der DDR wurde die Forschungsanstalt auf Hiddensee im Jahr 1968 selbstständige Einrichtung der Sektion Biologie der Universität Greifswald.
Nach der Wende, Anfang 1990 erhielt die Hiddenseer Beringungszentrale eine zusätzliche Personalstelle, allerdings ergaben sich aus der neuen, bundesrepublikanischen Ordnung zahlreiche rechtliche, technische und organisatorische Probleme. Die auf Hiddensee tätigen Wissenschaftler wurden, wie auch alle anderen ostdeutschen Forscher, einer Evaluation durch den Wissenschaftsrat der Bundesrepublik Deutschland unterzogen. Im Ergebnis verließen immer mehr Mitarbeiter die Arbeitsgruppe Beringungszentrale. Noch 1992 wurde die Vogelwarte Hiddensee als selbstständige Einrichtung aufgelöst und in das neu gegründete Institut für Ökologie (IfÖ) eingegliedert. Am 1. Juli 1993 übernahm der Ornithologe Andreas Helbig die Leitung der Einrichtung. Die Arbeit der Insel-Gruppe wird seit 1994 mittels eines Verwaltungsabkommens zwischen den fünf neuen Bundesländern als Mehrländereinrichtung Beringungszentrale Hiddensee unter dem Dach des Landesamtes für Umwelt, Naturschutz und Geologie (LUNG) des Landes Mecklenburg-Vorpommern im Ort Kloster fortgeführt.

## Arbeitsweise
Das Institut startete noch vor 1989 Projekte außerhalb Deutschlands und kennzeichnete mit dem Hiddensee-Ring der Beringungszentrale Hiddensee auch Vögel auf der antarktischen Halbinsel, in der Mongolei und auf hoher See.
Seit Mitte der 1990er Jahre waren und sind die Wissenschaftler auf Hiddensee an folgenden Projekten beteiligt:
1. Avifauna: hier fanden u. a. Planbeobachtungen des sichtbaren Vogelzugs, Rasterkartierungen der Brut- und Wintervögel auf Hiddensee, regelmäßige Wasservogelzählungen statt und die Veröffentlichung ornithologischer Jahresberichte
2. Untersuchungen zur Populationsgenetik und Stammesgeschichte, insbesondere von Greifvögeln und Sylviiden, mit Hilfe molekular-biologischer Methoden (DNA-Sequenzierung)
3. Untersuchungen zu Zugstrategien und zur Rastplatzökologie von Limicolen, speziell des Alpenstrandläufers, in Abhängigkeit von Lebensraum und Alter der Tiere mittels Farbmarkierung und verschiedener Feldmethoden
4. Untersuchungen zur Zugphänologie und Zugphysiologie von Singvögeln bei der Ostseeüberquerung im Rahmen eines ESF-Projektes zur Erforschung des transkontinentalen Kleinvogelzugs mittels einer Fangstation auf der Greifswalder Oie.

Nachdem ab dem 21. Jahrhundert anfangs noch zwei Wissenschaftler und ein Techniker in der Station auf Hiddensee tätig waren, erfolgte eine Konzentration auf die Erforschung der Stammesgeschichtlichen Verwandtschaftsverhältnisse von Vögeln sowie die Molekulare Populationsgenetik und Speziationsprozesse bei Vögeln. Seit 2007 ist die Station nicht ständig besetzt. Die Arbeit wird von der neuen Zentrale in Greifswald (Zoologisches Institut und Museum Vogelwarte Hiddensee, Soldmannstrasse 23) geleitet.